# Mary Frith
Mary Frith (vers 1584 - 26 juillet 1659), alias Moll (ou Mal) Cutpurse, est une pickpocket et receleuse célèbre du crime organisé londonien.

## Surnoms
Le surnom de Cutpurse (coupeuse de bourse) est une référence à la réputation de Mary Frith comme voleuse qui coupe les bourses des passants et vole leur contenu.
Elle est aussi connue sous le nom de Roaring Girl (« fille qui rugit »), une référence aux jeunes hommes qui se battaient ivres à la sortie des tavernes.

## Biographie
La vraie vie de Mary Frith est relativement peu connue, ayant été sujette à énormément de mythes et d'exagérations. La biographie sensationnaliste The Life of Mrs Mary Frith publiée en 1662, trois ans après sa mort, a participé à perpétuer beaucoup de ces mythes.
Mary Frith naît au milieu des années 1580 d'un père cordonnier. Son oncle paternel, un pasteur, essaie de la convertir au protestantisme dès l'enfance en l'envoyant en Nouvelle-Angleterre. Elle saute du bateau avant qu'il ne lève l'ancre et refuse d'approcher son oncle à nouveau. En public, elle porte un pourpoint et des hauts-de-chausses trop grands, fume la pipe et jure beaucoup. Elle compte sur sa main quatre brûlures, une punition commune pour les voleurs à l'époque. Une fois, elle est condamnée à se tenir vêtue d'un drap blanc pendant un sermon du dimanche matin. Sans effet : elle continue à s'habiller comme un homme, et fait installer des miroirs partout dans sa maison par ses trois domestiques pour se vanter de sa vanité.
Elle élève des perruches et des chiens : chaque chien a son propre lit, avec un drap et une couverture, et elle prépare elle-même leur nourriture.
Elle commence à gagner en notoriété en 1600, alors qu'elle est condamnée dans le Middlesex pour avoir volé de l'argent le 26 août 1600. Deux pièces de théâtre sont écrites sur elle. D'abord, en 1610, paraît The Madde Pranckes of Mery Mall of the Bankside (Les incroyables tours de Mery Mall des quais de la Tamise) de John Day, dont le script est aujourd'hui perdu. Un an plus tard, Thomas Middleton et Thomas Dekker produisent la pièce The Roaring Girl. Les deux pièces racontent son comportement scandaleux, bien que la pièce The Roaring Girl soit particulièrement positive à son sujet. The Roaring Girl la présente comme vertueuse bien que criminelle : elle y attaque un homme qui affirme que toutes les femmes sont des prostituées, et montre sa chasteté en refusant catégoriquement de se marier.
En 1611, c'est au tour de Frith de monter elle-même sur scène, allant à l'encontre des conventions de l'époque. Toujours vêtue comme un homme, au Fortune Theatre, elle joue du luth et échange des chansons et des blagues avec son public.
Un jour, un acteur appelé William Banks parie 20 pounds qu'elle n'ira pas de Charing Cross à Shoreditch vêtue comme un homme. Non seulement elle gagne le pari, mais elle le gagne en chevauchant le cheval de spectacle Marocco, en portant une bannière et en jouant de la trompette.
Le 25 décembre 1611, elle est arrêtée pour tenue indécente et accusée de se prostituer. Le 9 février 1612, elle doit confesser sa « vie maudite » à l'église de St. Paul's Cross. D'après une lettre de John Chamberland à Dudley Carleton, elle s'excuse et pleure bruyamment. Il s'avère ensuite qu'elle était complètement ivre.
Elle épouse Lewknor Markham, peut-être le fils du dramaturge Gervase Markham, le 23 mars 1614. Il est ensuite prouvé que le mariage est un arrangement entre Markham et Frith pour lui permettre d'échapper aux arrestations à venir pour prostitution.
Dans les années 1620, elle affirme publiquement qu'elle prend part à des actes de recel et de proxénétisme, fournissant des jeunes femmes aux hommes mais aussi des hommes aux femmes mariées de classe moyenne. Dans un cas où une femme confesse son infidélité et affirme être cliente de Mary Frith, celle-ci convainc, selon la légende, ses prostitués d'envoyer une pension alimentaire aux enfants qui sont probablement les leurs. Elle-même affirme n'être en rien intéressée par le sexe.
Le 21 juin 1644, elle est libérée de Bethlem Hospital après avoir été soignée pour un cas de démence, qui pourrait avoir un rapport avec le fait (peut-être inventé) qu'elle ait dépouillé Thomas Fairfax et lui ait tiré dans le bras pendant la première révolution anglaise; La légende veut qu'elle ait payé un pot-de-vin de 2000 pounds pour s'échapper de la prison de Newgate.
Elle meurt d'un œdème le 26 juillet 1659 à Fleet Street, à Londres.

## Rapport au genre
La façon d'être de Frith va à l'encontre de toute la morale féminine de son époque. Elle est considérée comme la première femme fumeuse d'Angleterre : la plupart des représentations d'elle la montrent fumant une pipe, un acte typiquement masculin à l'époque. Son travestissement et son habitude de fumer la pipe sont au cœur de sa réputation.
Frith apprécie l'attention qu'elle reçoit, et s'exprime souvent de façon très théâtrale pour attirer l'attention et mettre ses interlocuteurs mal à l'aise. Dans une de ses performances au théâtre, Amends for Ladies, elle joue le rôle d'une femme travestie qui dépasse les limites sociales et perd sa féminité alors que les autres femmes de la pièce sont domestiques ou épouses. Amends for Ladies a pour objectif de montrer qu'elle n'est pas féminine et n'a rien d'une femme : ces comportements mènent à sa condamnation en février 1611.